# Nephrolepis cordifolia
Espèce
Nephrolepis cordifolia est une espèce de fougères de la famille des Dryopteridaceae.

## Liste des variétés
Selon Tropicos (8 mars 2024) (attention liste brute contenant possiblement des synonymes) :
- Nephrolepis cordifolia var. compacta Bonap.
- Nephrolepis cordifolia var. lauterbachii Christ
- Nephrolepis cordifolia var. obtusata Sodiro
- Nephrolepis cordifolia var. pumicicola (F. Ballard) Hovenkamp & Miyam.
- Nephrolepis cordifolia var. tuberosa (Bory ex Willd.) Baker

## Classification
Le nom correct complet (avec auteur) de ce taxon est Nephrolepis cordifolia (L.) C.Presl.
L'espèce a été initialement classée dans le genre Polypodium sous le basionyme Polypodium cordifolium L..
Ce taxon porte en français les noms vernaculaires ou normalisés suivants : Nephrolepide à feuilles cordées, Nephrolepis à feuilles cordées, Fougère couronne, Langue de femme, Nephrolepide tubéreuse.
Nephrolepis cordifolia a pour synonymes :
- Aspidium auriculatum (L.) Sw.
- Aspidium auriculatum (L.) Wall.
- Aspidium cordifolium var. tambourinensis (Domin) F.M.Bailey
- Aspidium cordifolium (L.) Sw.
- Aspidium edule (D.Don) Spreng.
- Aspidium imbricatum Kaulf.
- Aspidium imbricatum Kaulf. ex Spreng.
- Aspidium sublanosum Wall.
- Aspidium tuberosum Bory
- Aspidium tuberosum Bory ex Willd.
- Aspidium volubile var. cavernicola (Domin) F.M.Bailey
- Asplenium bulbosum Lour.
- Davallia falcata Sw.
- Dryopteris auriculata (L.) Kuntze
- Humata falcata (Sw.) Cav.
- Humata falcata (Sw.) Cav. ex Desv.
- Nephrodium auriculatum (L.) A.Rich.
- Nephrodium cordifolium (L.) Baker
- Nephrodium edule D.Don
- Nephrodium imbricatum (Kaulf. ex Spreng.) Bojer
- Nephrodium tuberosum (Bory ex Willd.) Desv.
- Nephrolepis auriculata (L.) Trimen
- Nephrolepis cordifolia f. aureoglandulosa Bonap.
- Nephrolepis cordifolia subsp. tuberosa (Bory ex Willd.) Baker
- Nephrolepis cordifolia var. tambourinensis Domin
- Nephrolepis cordifolia var. tuberosa (Bory ex Willd.) Baker
- Nephrolepis depauperata DeVriese
- Nephrolepis exaltata subsp. tuberosa (Bory ex Willd.) Kuntze
- Nephrolepis exaltata var. tuberosa (Bory ex Willd.) Kuntze
- Nephrolepis imbricata (Kaulf. ex Spreng.) C.Presl
- Nephrolepis intramarginalis Kunze
- Nephrolepis paleacea Jungh. & de Vriese
- Nephrolepis radicans var. cavernicola Domin
- Nephrolepis rhizodes Kunze
- Nephrolepis tuberosa (Bory ex Willd.) C.Presl
- Polypodium auriculatum L.
- Polypodium cordifolium L.
- Polystichum auriculatum (L.) C.Presl